# II Українська республіканська міжспілкова конференція професійних спілок
II Українська республіканська міжспілкова конференція професійних спілок — друга конференція Української республіканської ради професійних спілок, яка проходила 15—17 березня 1951 року в Києві.
Конференція обрала 67 членів Української республіканської ради професійних спілок (УРРПС), 23 кандидати у члени УРРПС та ревізійну комісію в складі 11 осіб.

## Склад керівних органів

### Члени Української республіканської ради професійних спілок (УРРПС)
| Прізвище, ім'я, по-батькові     | Посада                                                                                       | Примітки |
| ------------------------------- | -------------------------------------------------------------------------------------------- | -------- |
| Ананченко Федір Гурійович       | міністр соціального забезпечення Української РСР                                             |          |
| Антонович П.О.                  |                                                                                              |          |
| Блохіна Марія Самуїлівна        | голова Українського республіканського комітету профспілки робітників споживчої кооперації    |          |
| Бондарук Арсеній Іванович       |                                                                                              |          |
| Верес В.Я.                      |                                                                                              |          |
| Вєшніков Олексій Олексійович    | голова Дніпропетровської обласної ради професійних спілок                                    |          |
| Виноградов Павло Павлович       |                                                                                              |          |
| Воронкова О.М.                  |                                                                                              |          |
| Голубицький Сергій Йосипович    | інструктор-машиніст паровозного депо імені Андрєєва станції Київ Південно-Західної залізниці |          |
| Груць Микола Олександрович      | голова Ворошиловградського обласного комітету профспілки робітників вугільної промисловості  |          |
| Губергріц Макс Мойсейович       | професор Київського медичного інституту імені Богомольця, заслужений діяч науки УРСР         |          |
| Дрожжин Леонтій Петрович        | завідувач культурно-побутового відділу УРРПС                                                 |          |
| Єфанов Віктор Варфоломійович    |                                                                                              |          |
| Жданов Микола Юхимович          | секретар Української республіканської ради професійних спілок                                |          |
| Жихарєв Віктор Михайлович       |                                                                                              |          |
| Заяць А.Д.                      |                                                                                              |          |
| Зеленська М.М.                  |                                                                                              |          |
| Іванов Володимир Петрович       | голова Харківської обласної ради професійних спілок                                          |          |
| Капкін Єгор Іванович            | голова Чернігівської обласної ради професійних спілок                                        |          |
| Кірсанов Павло Тимофійович      | голова Одеської обласної ради професійних спілок                                             |          |
| Клименко Василь Костянтинович   | 2-й секретар Сталінського обласного комітету КП(б)У                                          |          |
| Ковальов Герман Васильович      | начальник Південно-Західного округу залізниць                                                |          |
| Колибанов Анатолій Георгійович  | голова Української республіканської ради професійних спілок                                  |          |
| Колінько Павло Каленикович      | голова Полтавської обласної ради професійних спілок                                          |          |
| Коломийцев Григорій Георгійович | завідувач відділу УРРПС                                                                      |          |
| Корницький Петро Іванович       | 2-й секретар Київського міського комітету КП(б)У                                             |          |
| Коротченко Дем'ян Сергійович    | голова Ради міністрів УРСР                                                                   |          |
| Костилєва М.Ф.                  |                                                                                              |          |
| Кострюкова О.Ю.                 |                                                                                              |          |
| Крамарьова Г.О.                 |                                                                                              |          |
| Лактіонов Павло Спиридонович    | голова Ворошиловградської обласної ради професійних спілок                                   |          |
| Левченко М.І.                   |                                                                                              |          |
| Мазалов Дмитро Іванович         | сталевар Маріупольського заводу «Азовсталь» Сталінської області                              |          |
| Марков Федір Іларіонович        | голова Запорізької обласної ради професійних спілок                                          |          |
| Мельников Леонід Георгійович    | 1-й секретар ЦК КП(б)У                                                                       |          |
| Міхнєв Андрій Львович           | голова Українського республіканського комітету профспілки робітників лісу і сплаву           |          |
| Москалець Костянтин Федорович   | завідувач відділу партійних, профспілкових і комсомольських органів ЦК КП(б)У                |          |
| Нечипорук Зоя Савівна           | голова ЦК професійної спілки працівників початкових і середніх шкіл Української РСР          |          |
| Новобранова Г.І.                |                                                                                              |          |
| Овчиннікова А.О.                |                                                                                              |          |
| Осмяловська К.О.                |                                                                                              |          |
| Остапенко Филимон Петрович      | голова Київської обласної ради професійних спілок                                            |          |
| Патон Євген Оскарович           | директор Інституту електрозварювання АН УРСР, академік АН УРСР                               |          |
| Петров Григорій Гаврилович      |                                                                                              |          |
| Петрущак Іван Дмитрович         | голова Закарпатської обласної ради професійних спілок                                        |          |
| Підченко С.Н.                   |                                                                                              |          |
| Плясовиця А.В.                  |                                                                                              |          |
| Подвезько І.Ф.                  | робітник Харківського верстатобудівного заводу імені Молотова                                |          |
| Прасолов В.Г.                   | наваловідбійник шахти № 3 міста Олександрії Кіровоградської області                          |          |
| Прокоф'єва О.С.                 | голова ЦК професійної спілки працівників вищої школи і наукових закладів Української РСР     |          |
| Россочинський Іван Якович       | голова ЦК профспілки робітників вугільної промисловості СРСР                                 |          |
| Санько Тетяна Миколаївна        | завідувач відділу по роботі серед жінок ЦК КП(б)У                                            |          |
| Сахарова Н.О.                   |                                                                                              |          |
| Семинський Віталій Купріянович  | токар Київського заводу «Червоний екскаватор».                                               |          |
| Слесарєва Ганна І.              | голова Українського республіканського комітету профспілки трикотажників                      |          |
| Сорока Євдоким Дмитрович        | голова Сталінської обласної ради професійних спілок                                          |          |
| Стойко В.Я.                     |                                                                                              |          |
| Строкотенко Іван Миколайович    | заступник голови Української республіканської ради професійних спілок                        |          |
| Стукало П.Г.                    |                                                                                              |          |
| Суворов М.Х.                    |                                                                                              |          |
| Тищенко С.І.                    |                                                                                              |          |
| Товстановський Дмитро Павлович  |                                                                                              |          |
| Тюренков Олександр Юхимович     | забійник шахти імені Калініна тресту «Калінінвугілля» комбінату «Артемвугілля»               |          |
| Уричак М.Й.                     |                                                                                              |          |
| Філіпов Олександр Костянтинович | майстер металургійного заводу імені Дзержинського Дніпропетровської області                  |          |
| Цанько І.М.                     |                                                                                              |          |
| Шевель Георгій Георгійович      | 1-й секретар ЦК ЛКСМУ                                                                        |          |

### Кандидати у члени Української республіканської ради професійних спілок (УРРПС)
| Прізвище, ім'я, по-батькові     | Посада | Примітки |
| ------------------------------- | --- | -------- |
| Антоненко Г.І.                  | |          |
| Біндас Ольга Іванівна           | голова Дрогобицької обласної ради професійних спілок                                                             |          |
| Волощук О.Н.                    | |          |
| Гончаров М.І.                   | |          |
| Горбачов Омелян Григорович      | голова Українського республіканського комітету профспілки робітників автомобільного транспорту та шосейних доріг |          |
| Земляний Петро Васильович       | голова Львівської обласної ради професійних спілок                                                               |          |
| Кияшко В.І.                     | |          |
| Кіоран Ю.А.                     | |          |
| Корзин Олександр Вікторович     | голова Миколаївської обласної ради професійних спілок                                                            |          |
| Кошовий Антон Іванович          | голова Чернівецької обласної ради професійних спілок                                                             |          |
| Лутаєнко Самуїл Миколайович     | голова Житомирської обласної ради професійних спілок                                                             |          |
| Міхєєв Іван Федорович           | голова Кіровоградської обласної ради професійних спілок                                                          |          |
| Морозова Раїса Р.               | токар Харківського заводу транспортного машинобудування                                                          |          |
| Нежевенко Григорій Семенович    | токар Одеського заводу радіально-свердлильних верстатів імені В. І. Леніна                                       |          |
| Павлюченко Дмитро Олександрович | голова Сумської обласної ради професійних спілок                                                                 |          |
| Петченко Єгор Єгорович          | вибійник шахти імені Щорса Михайлівського шахтоуправління тресту «Фрунзевугілля» комбінату «Донбасантрацит»      |          |
| Писарєва М.Ю.                   | |          |
| Сокирко Костянтин Андрійович    | голова Херсонської обласної ради професійних спілок                                                              |          |
| Соколов Іван Іванович           | голова Ізмаїльської обласної ради професійних спілок                                                             |          |
| Черно Пилип Олексійович         | голова Кам'янець-Подільської обласної ради професійних спілок                                                    |          |
| Чертков М.І.                    | |          |
| Юхимець М.З.                    | |          |
| Якушов Федір Васильович         | голова Вінницької обласної ради професійних спілок                                                               |          |

### Члени Ревізійної комісії Української республіканської ради професійних спілок (УРРПС)
| Прізвище, ім'я, по-батькові     | Посада | Примітки |
| ------------------------------- | --- | -------- |
| Дрожжина В.Й.                   | |          |
| Ільченко Олександр Кононович    | голова Волинської обласної ради професійних спілок                                                                |          |
| Кабро С.І.                      | |          |
| Карпенко Самуїл Петрович        | голова Тернопільської обласної ради професійних спілок                                                            |          |
| Комарова З.Т.                   | |          |
| Мавровський Микола Болеславович | голова ревізійної комісії УРРПС, секретар Українського республіканського комітету профспілки працівників культури |          |
| Морєв О.В.                      | |          |
| Плясун Григорій Леонтійович     | голова Ровенської обласної ради професійних спілок                                                                |          |
| Стребелєв І.Ф.                  | |          |
| Таравський Ф.Ф.                 | голова ЦК професійної спілки робітників нафтової промисловості Української РСР                                    |          |
| Терещенко Сергій Ілліч          | голова Станіславської обласної ради професійних спілок                                                            |          |

Після конференції відбувався І-й пленум Української республіканської ради професійних спілок (УРРПС), який обрав президії УРРПС у складі 15 осіб. До президії увійшли Колибанов Анатолій Георгійович, Строкотенко Іван Миколайович, Жданов Микола Юхимович, Антонович П.О., Бондарук Арсеній Іванович, Виноградов Павло Павлович, Дрожжин Леонтій Петрович, Єфанов В.В., Жихарєв Віктор Михайлович, Іванов Володимир Петрович, Коломийцев Григорій Георгійович, Нечипорук Зоя Савівна, Остапенко Филимон Петрович, Прокоф'єва О.С., Сахарова Н.О..
Головою Української республіканської ради професійних спілок (УРРПС) обраний Колибанов Анатолій Георгійович, заступником голови — Строкотенко Іван Миколайович, секретарем — Жданов Микола Юхимович. Головою ревізійної комісії обраний Мавровський Микола Болеславович.